# Magda (attrice)
Magda, pseudonimo di Afaf Ali Kamel al-Sabahi (in arabo ماجدة‎?; Tanta, 6 maggio 1931 – Il Cairo, 16 gennaio 2020), è stata un'attrice e produttrice cinematografica egiziana.

## Biografia
Nacque nella cittadina di Tanta nel Governatorato di Gharbiyya nel 1931. 
Considerata una delle più importanti attrici e produttrici del cinema dell'Egitto e del Vicino Oriente, partecipò a più di 60 film tra il 1949 ed il 1994. Nel 1956 fondò una casa di produzione, che ha realizzato molti film. Il suo ruolo cinematografico più notevole fu quello dell'attivista algerina Djamila Bouhired nel film Jamila l’algerina diretto dal regista Yusuf Shahin (noto anche come Youssef Chahine).
Sposò l'attore Ihab Nafa , col quale ebbe una figlia, l'attrice Ghada Nafa.

## Filmografia parziale
- 1949 El Naseh (Il furbo)
- 1953 Dahab
- 1957 Ayna Omry (Dov'e' la mia vita)

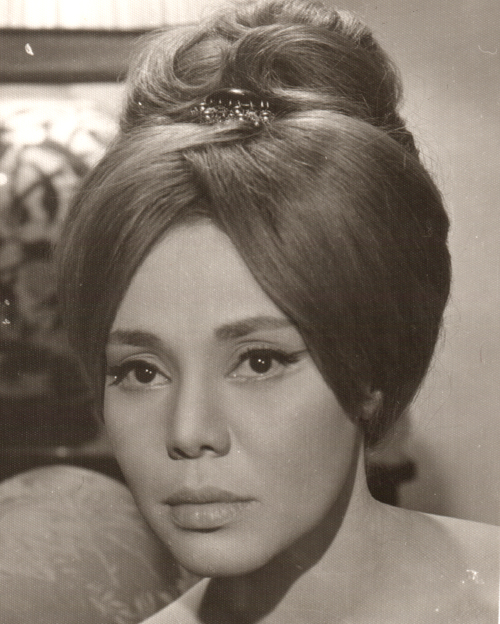
Magda negli primi anni '60

- 1958 Djamila l'Algérienne (Jamila l’algerina)
- 1960 Kais w Leila
- 1963 Kessa Mam'noua (Relazione proibita)
- 1964 Hegret El Rasoul (Il pellegrinaggio del profeta)
- 1972 Anf w Thalas Ayoun (Un naso e tre occhi)
- 1977 Ghens Na'em (Sesso debole)
- 1978 Al-Oumr Lahza (La vita e' breve)
- 1982 Haddouta Masreya (Favola egiziana)
- 1994 W Nassit Enni Emra'a (Mi sono dimenticata di essere donna)